# Next (roman)
 (novembre 2023).
Pour les articles homonymes, voir Next.
Next  (titre original : Next) est un roman (techno-thriller) de Michael Crichton, paru en 2006. C'est le dernier titre publié du vivant de l'auteur, décédé en 2008.
Dans la lignée de son roman Jurassic Park, Crichton alerte le lecteur, dans un ton plus proche de la satire sociale, sur les dangers de la manipulation génétique et les dérives du capitalisme.

## Résumé
Frank Burnett est un homme guéri du cancer qui découvre que ses cellules appartiennent désormais à la société BioGen, qui les utilise sans son consentement. Le juge de première instance décide que les cellules sont des "déchets" et que la médecine peut en disposer comme elle le souhaite. Plus grave encore, les cellules de sa fille et de son petit-fils, qui partagent son patrimoine génétique, appartiennent également à BioGen. La société consulte des avocats, qui indiquent qu'en vertu de la législation des États-Unis, ils ont les droits sur toute la lignée cellulaire de Frank et donc le droit d'extraire des cellules de remplacement, par la force si nécessaire, de Frank ou de l'un de ses descendants.
Henry Kendall, un chercheur d'une autre entreprise de biotechnologie, constate que la manipulation illégale de gènes humains chez le chimpanzé a produit de manière inattendue un singe capable de parler. Lorsque Dave est menacé d’euthanasie, Henry tente de le sauver, conscient qu’il a engendré une créature qui remet en question les frontières de l’humanité. 
Josh Winkler, un autre scientifique, se retrouve confronté aux conséquences imprévues de ses recherches. 
Enfin, Gérard, un perroquet doté de parole et d’un esprit sarcastique, observe le monde avec humour. Jusqu’où sommes-nous prêts à aller pour contrôler la vie elle-même ?

## Thèmes
Michael Crichton, maître du techno-thriller, explore dans ses romans des thématiques variées en relation avec le danger de la science : la résurrection d'espèces préhistoriques dans Jurassic Park, la conscience extraterrestre dans Sphere, ou encore les voyages temporels dans Prisonniers du temps. Dans Next, il dénonce les dérives du capitalisme, le brevetage du vivant, la marchandisation du corps, dans un monde où l’éthique est reléguée derrière les intérêts financiers. La science devient ainsi le révélateur des failles humaines, sociales et politiques.